# 黄德懋
黄德懋（1919年11月—2013年7月23日），山东寿光人，中华人民共和国政治人物。

## 生平

### 民国时期
1938年1月，参加八路军，1938年11月，加入中国共产党，历任八路军山东纵队八支队战士、班长、副排长，山东纵队第1支队排长。1941年3月起为山东省野战医院第二所休养员。1941年4月起任山东纵队一旅一团三营八连副连长。1941年11月起，任山东省野战医院第二所休养员。1942年2月起，任山东纵队一旅一团二营四连连长。1943年8月，起任山东鲁中军区野战医院四所休养员。1943年9月，起任山东鲁中军区一团三营副营长，1945年5月起，任山东鲁中军区一团三营营长。
抗日战争胜利后，率部进入东北；1946年，在吉林黑石镇战斗中，获战斗英雄称号。1947年1月起，任东北民主联军第3纵队7师20团副团长（团长苟在松）。1949年2月起，任中国人民解放军第四野战军第40军118师353团团长，率部参加了辽沈战役、平津战役、广西战役、海南岛战役等。

### 共和国时期
1950年，率部参加朝鲜战争，继续担任第40军118师第353团团长，在朝鲜战争第二次战役中，与美國陸軍第2步兵師交战；1953年2月至10月，升任118师副师长。1953年10月至1954年9月，任中国人民解放军陆军师参谋长、第一副师长。1954年9月至1957年，在中国人民解放军第57文化速成中学学习。1957年10月至1960年夏，在中国人民解放军军事学院基本系学习。1960年7月至1965年2月，任中国人民解放军陆军第40军师长。1962年11月晋升为大校军衔。
1965年2月至1969年2月，任中国人民解放军陆军第40军副军长兼师长（至1966年2月）。1967年3月至1968年4月，任辽宁省阜新市军事管制委员会副主任。1968年5月至1970年4月，任辽宁省锦州市革命委员会主任。1968年5月至1975年11月，任中国人民解放军陆军第40军军长。1975年11月3日至1978年11月6日，任中国人民解放军陆军第14军军长。1978年11月6日至1985年6月，任中国人民解放军昆明军区副司令员，率部参加两山战役；1980年6月，担任军区党委常委。此外担任政协第七届全国委员会委员。1988年7月，被授予中国人民解放军独立功勋荣誉章。此外担任中共第十二届中央候补委员。2013年7月23日，因病医治无效在北京逝世，享耆壽94岁。